# Global Times
Global Times är en kinesisk statsägd dagstidning som ges ut både på kinesiska och engelska. Tidningen publiceras av det kinesiska kommunistpartiets partitidning Folkets dagblad med ett fokus på utrikesnyheter och globala trender.
Tidningen kännetecknas av en konfrontativ och anklagande journalistisk stil, särskilt dess ledarsidor som har beskrivits som aggressiva. Chefredaktören för tidningen har beskrivit det som att de uttrycker samma åsikter som politiker och tjänstepersoner i statsförvaltningen, men på ett friare och rakare sätt. Vissa medievetare har kallat Global Times för Kinas Fox News.

## Historia
Global Times grundades 1993 som en veckotidning och ökade snabbt i popularitet i takt med att man började skriva mer nationalistiska texter som skulle stärka den kinesiska stoltheten. Några år senare, 1999, rapporterade tidningen från USA:s bombningar i Belgrad, dåvarande Jugoslavien, där den kinesiska ambassaden attackerades och tre personer som arbetade på ambassaden dog. Global Times gav ut en särskilt utgåva om händelsen som sålde mer än dubbelt så mycket som en vanlig utgåva. Två år efter händelserna nådde tidningen dagligen två miljoner läsare. En engelskspråkig utgåva startade 2009, i ett försök från den kinesiska staten att motverka vad man upplevde som ett anti-Kina bias från utländsk media. 2016 hade den kinesiskspråkiga pappersutgåvan en miljon läsare, med ungefär 100 000 läsare för den motsvarande engelskspråkiga utgåvan. Hemsidan hade ungefär 15 miljoner besökare samma år, enligt den dåvarande chefredaktören.